# Everybody Sunshine
Everybody Sunshine ist ein Lied des US-amerikanischen Sängers und Schauspielers David Hasselhoff aus dem Jahr 1992. Es wurde von Charles Blackwell und Jack White geschrieben und am 20. September 1992 als erste Single des gleichnamigen Albums ausgekoppelt.

## Hintergrund
Everybody Sunshine wurde von Jack White und Charles Blackwell geschrieben und von White produziert. Es erschien im September 1992 über das Label White Records, BMG als Single. Es handelt sich um einen Popsong, der auch einige rockige E-Gitarren enthält. Im Liedtext will der Protagonist Fröhlichkeit und Freiheit für die ganze Welt, auch durch „Kinder aus vielen Ländern“ und jeglicher Herkunft: „Everybody sunshine, everybody fun time / We’ve got the power, we’ve got the Lord / Everybody hands up, what a feeling / To sing for freedom around the world“. Das Singlecover zeigt Hasselhoff mit zahlreichen Kindern vor einem weißen Hintergrund.
Hasselhoff trat unter anderem zu Weihnachten 1992 mit Everybody Sunshine im Euro Disney auf. Auch bei Wetten, dass..? mit Wolfgang Lippert am 7. November 1992 aus Basel war er mit dem Titel zu sehen. Kinder der internationalen Schule Basel wirkten auf der Bühne mit.

## Musikvideo
Hasselhoff ist wie auf dem Singlecover mit zahlreichen spielenden und tanzenden Kindern auf einem weißen Bühnenbild zu sehen.

## Rezeption

### Ranglisten
In den Bravo-Jahrescharts 1993 erreichte Everybody Sunshine mit 310 Punkten den elften Platz.

### Charts und Chartplatzierungen
| ChartsChartplatzierungen | Höchstplatzierung | Wochen |
| ------------------------ | ----------------- | ------ |
| Österreich (Ö3)          | 26 (4 Wo.)        | 4      |
| Schweiz (IFPI)           | 27 (1 Wo.)        | 1      |